# Freedom on My Mind
Pour plus de détails, voir Fiche technique et Distribution.
Freedom on My Mind est un film américain réalisé par Connie Field et Marilyn Mulford, sorti en 1994.

## Synopsis
En 1961, l'État du Mississippi pratique la ségrégation raciale. Un grand mouvement pour l'inscription sur les listes électorales se met en place, notamment auprès des Afro-Américains qui ne sont pour la très grande majorité pas inscrits. Les instigateurs du mouvement sont visés par la violence et certains sont victimes d'assassinat.

## Fiche technique
- Titre : Freedom on My Mind
- Réalisation : Connie Field et Marilyn Mulford
- Scénario : Michael Chandler
- Musique : Mary Watkins
- Photographie : Michael Chin, Steve Devita et Vicente Franco
- Montage : Michael Chandler
- Narration : Ronnie Washington
- Production : Connie Field
- Société de distribution : Tara Releasing (États-Unis)
- Pays :  États-Unis
- Genre : Documentaire
- Durée : 105 minutes
- Dates de sortie : 
  -  États-Unis : 22 juin 1994

## Distinctions
Le film a été nommé à l'Oscar du meilleur film documentaire.